# Хамилкар II
Хамилкар II или Химилкар II е картагенски военоначалник, син на Гискон I и внук на Ханон I Велики.
Свенедията за живота на Хамилкар се съдържат в гръцки и римски източници и засягат последните години от живота му, когато той командва картагенските войски в Сицилия по време на Третата сицилианска война. През 312 година пр.н.е. Хамилкар оглавява голяма картагенска експедиция в Сицилия и през 311 – 310 година пр.н.е. обсажда Сиракуза. По време на обсадата е заловен от сиракузците и екзекутиран. Междувременно сиракузците организират настъпление срещу основната картагенска територия – африканска експедиция на Агатокъл.